# Kościół Świętych Apostołów Piotra i Pawła w Brzeźnicy
Kościół Świętych Apostołów Piotra i Pawła w Brzeźnicy – rzymskokatolicki kościół filialny należący do parafii Narodzenia Najświętszej Maryi Panny w Sypniewie (dekanat Jastrowie diecezji koszalińsko-kołobrzeskiej).
Jest to świątynia wybudowana w 1847 roku, murowana, posiada drewnianą wieżę z 1650 roku pochodzącą z wcześniejszego kościoła. Wzniesiona została na planie prostokąta, nakryta jest dachem dwuspadowym, o węższym, trójbocznie zamkniętym prezbiterium i elewacjach wykonanych z cegły ceramicznej artykułowanych zamkniętymi półkoliście oknami. Wieża jest oszalowana pionowo ułożonymi deskami i nakryta jest dachem namiotowym zakończonym iglicą.
Wyposażenie kościoła pochodzi z XVII, XVIII i XIX wieku; należą do niego: późnorenesansowy ołtarz główny z rzeźbami i obrazem, ambona, feretron, dzwon.